# جسر المديرج
جسر المديرج، يقع في لبنان، وقد تم تدميره جزئيا في حرب لبنان في العام 2006، إلا أن الدولة اللبنانية أعادت ترميمه، وافتتاحه أمام حركة السير.

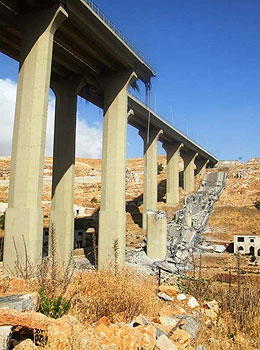
جسر المديرج

## بناؤه
تم افتتاح الجسر في العام 1998 وتم بناؤه بتكلفة وصلت ل 44 مليون دولار.

## مواصفات الجسر
هو جسر إسمنتي يصل ارتفاعه في بعض نقاطه إلى 75 مترا (246 قدم)، وطوله نحو 480 متراً، إضافة إلى مساحته التي تزيد عن النصف كيلومتر بالاتجاهين، مما يجعله أعلى جسر في لبنان، وهو يمتد على طول الطريق الجبلية السريعة التي تصل بين بيروت وشتورة ودمشق.

## تدمير الجسر
أصبح جسر المديرج رمزا للفخر المعماري والهندسي اللبناني، لذلك قام سلاح الجو الإسرائيلي في العام 2006، بقصف وتدمير دعامتين أساسيتين تصل لحوالي 200 متر (656 قدم) مما أدى إلى سقوط أجزاء منه أرضا، مع العلم أن الجسر لم يكن له قيمة إستراتيجية في الصراع الإسرائيلي مع حزب الله.
 وقد ساهمت وكالة التنمية الأمريكية USAID بإعادة إعمار هذا الجسر.